# Fiskeristyrelsen
Fiskeristyrelsen er en styrelse under Udenrigsministeriet og er Danmarks fiskerimyndighed. Styrelsen administrerer såvel erhvervs- som lystfiskeriområdet og udfører kontrol. Direktør for styrelsen er Nanna Møller og styrelsen har godt 160 medarbejdere.
Styrelsen var tidligere en del af Landbrugs- og Fiskeristyrelsen under Miljø- og Fødevareministeriet, men fiskeriområdet blev ved kongelig resolution 7. august 2017 flyttet til Udenrigsministeriet grundet sagen om kvotekonger.